# Partido judicial de Martos
El partido judicial de Martos es uno de los 85 partidos judiciales en los que se divide la comunidad autónoma de Andalucía y creado por Real Decreto en 1983, como número nueve de los diez en que se divide la provincia de Jaén, en España.

## Ámbito geográfico
| Partido Judicial | Capital de partido | Municipios que comprende |
| ---------------- | ------------------ | --- |
| 9                | Martos             | Fuensanta de Martos, Higuera de Calatrava, Jamilena, Martos, Porcuna, Santiago de Calatrava, Torredonjimeno y Villardompardo. |